# Megistopus flavicornis
Megistopus flavicornis är en insektsart som först beskrevs av Rossi 1790.  Megistopus flavicornis ingår i släktet Megistopus och familjen myrlejonsländor. Inga underarter finns listade i Catalogue of Life.

## Bildgalleri

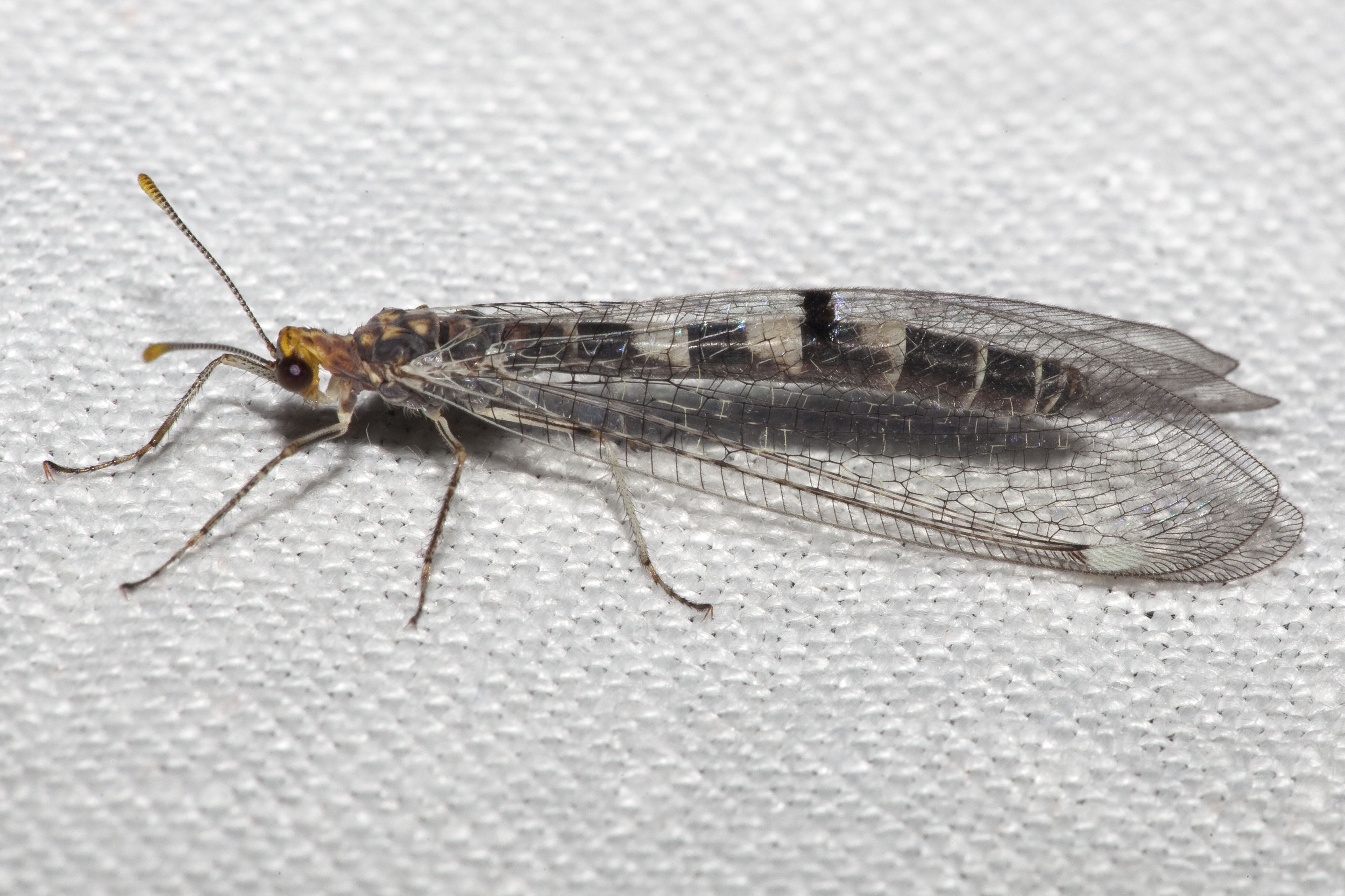